# Мелонит
Мелони́т (англ. Melonite от американского топонима), также теллуристый никель или теллурникель (калька с нем. Tellurnickel):112 — очень редкий гидротермальный минерал из класса сульфидов, по составу теллурид никеля; расчётная формула NiTe2. Минерал встречается в виде тригональных кристаллов, очень мягкий, непрозрачный, имеет металлический блеск, на свежих сколах цвет в оттенках от белого до красновато-белого, на воздухе постепенно окисляется до тусклого коричневого цвета. Наряду со многими другими теллуридами мелонит может быть отнесён к числу микроминералов.

## История открытия и название
Впервые мелонит был установлен Фредериком Августом Гентом в 1866 году на руднике Мелонес и Станислаус (англ. Melones mine, округ Каллаверас, Калифорния) после обнаружения незнакомого образца шахтёрами. Название минералу было присвоено по месту находки. Как старейший из аналогичных минералов, мелонит стал титульным для группы мелонита, дав ей своё название.

## Свойства
Мелонит относится к числу очень редких минералов, встречающихся в природе только в крайне незначительных количествах. В гидротермальных процессах NiTe2 образует серию твёрдых растворов с изоструктурным с ним киткаитом.:84
Мелонит — минерал тригональной сингонии, спайность совершенная. Строение слоистое, пластинчатое, по типу йодида кадмия. По результатам сравнительного анализа кристаллическая структура мелонита оказалась идентичной структуре искусственно синтезированного соединения NiTe2, полученного прямым сплавлением стехиометрических количеств составляющих его элементов в вакууме.:24
Рядом исследователей (Oftedal, 1927; Tenguer, 1938) был синтезирован непрерывный ряд смешанных кристаллов между NiTe и NiTe2 со структурой никколита (NiAs).:25 По результатам сравнительного анализа было установлено, что между NiTe и NiTe2 существует непрерывный изоморфный ряд. При этом соединение с формулой NiTe — белое, хрупкое вещество, совершенно не похожее по физическим свойствам и порошкограмме на природный мелонит. Микроскопические наблюдения подтвердили сходство NiTe2 с мелонитом. Возможно, при природных процессах рудообразования также имелся изоморфизм между NiTe и NiTe2, однако бо́льшая часть природных минералов обладает составом, близким к NiTe2.:84 В непрерывном ряду NiTe → NiTe2 микротвёрдость сплавов с различным соотношением никеля и теллура постепенно возрастает по мере увеличения содержания в них никеля в следующих пределах: от 77-114 кг/мм2 для сплава с формулой NiTe2 — до 200—241 кг/мм2 для сплава NiTe.:62
Мелонит также образует непрерывный изоморфный ряд с меренскиитом. Удельный вес мелонита 7,72 (измеренный) или 7,73 (вычисленный). Цвет свежих сколов или шлифов варьирует от светло-стально-серого до оловянно-белого с красноватым отливом, при окислении очень скоро появляется побежалость от жёлтой до бронзово-красной или светлобурой. В полированных шлифах цвет становится более отчётливо светло-розовый, особенно ярко выделяющийся по сравнению с белым теллуробисмутитом. Под бинокуляром в отражённом свете мелонит имеет отчётливо медный оттенок,:24 цвет от белого до бледно-розового. В отражённом свете цвет плеохроизм слабый, в пределах от кремово-белого до чуть более розоватого.
Анизотропия мелонита средняя, от серовато-розового до жёлто-бурого.:24 Эффекты анизотропии у мелонита яркие, цветные, в целом напоминают цвета никелина, в отличие от которых в некоторых сечениях при нестрого скрещенных николях становится отчётливо заметно присутствие фиолетовых тонов. Сильно отражающие сечения (розовато-кремовые) изотропны, что свидетельствует об одноосном характере индикатриссы показателей отражения и отрицательном оптическом знаке минерала.:85-89
Полируется мелонит плохо, ямки и царапины упорно сохраняются, особенно в разрезах, близких к (0001), которые часто обнаруживают своеобразные трансляционные выбоины. Относительный рельеф высокий, самый высокий в группе теллуридов (за исключением фробергита), примерно равен рельефу халькопирита или выше его.:89-90
От азотной кислоты мелонит сразу вскипает и становится чёрным. Моляная кислота, цианистый калий, едкое кали и сулема на минерал не действуют. Трёххлористое железо медленно окрашивает мелонит в светло-бурый цвет и на поверхности его проявляются прежде незаметные царапины.:25
Визуально мелонит похож на теллуровисмутит, с которым нередко встречается вместе. Отличается мелонит тем, что в свежерасщеплённых пластинках быстро покрывается желтоватой или коричневатой побежалостью. Под микроскопом по сочетанию основных оптических признаков — высокой отражательной способности, отчётливому розоватому тону, анизотропии и высокому рельефу мелонит сходен с теллуровисмутитом, монтбрейитом и группой розовых минералов никеля — никелином (NiAs), брейтгауптитом (NiSb) и маухеритом (Ni4As3).:91

## Генезис и месторождения
Образуется с другими минералами теллура на поздних стадиях формирования гидротермальных жил при средних и низких температурах. Также встречается как сопутствующий микроминерал в высокотемпературных медно-никелевых магматических сульфидных месторождениях.
Чаще всего находится в тесных ассоциациях (сращениях) с другими теллуридами: алтаитом, петцитом, гесситом, калаверитом, колорадоитом, креннеритом, теллуровисмутитом, монтбрейитом. Кроме того, иногда сопровождает самородное золото, пирит, халькопирит, пентландит или пирротин.
Отмечен, прежде всего, в Калифорнии: типовые рудники Мелонес и Станислаус, позднее на руднике Джеймстаун. Встречен также в штате Колорадо, на знаменитых золоторудных шахтах Крипл Крик и в Аризоне на рудниках Кэмпбелл и Бисби.
В Канаде в ничтожных количествах был установлен на медно-никелевых рудниках Страткона в Садбери,:92 на золотоносном месторождении Хемло, округ Тандер-Бей и в рудниках Райт-Харгривс в окрестностях озера Киркленд. Одно из самых известных местоположений мелонита находится в Квебеке, на шахте Робб-Монбрей. В Западной Австралии мелонит установлен в рудниках Калгурли и Камбальде (в 56 км к югу от Калгурли), а также в Южной Австралии на месторождениях Уортурпа и Флиндерс-Рейндженс. По всему миру известно большое число незначительных проявлений мелонита.
На территории СССР минерал довольно часто попадался на золоторудном месторождении Пионерское, где его находили в парагенезисе с самородным золотом, пиритом, халькопиритом, галенитом, алтаитом, гесситом и креннеритом. Мелонит образовывал мелкие каплевидные изометричные включения в пирите и кварце. Размеры его выделений как правило составляли 0,001-0,007 мм, но иногда он образовывал и более крупные зернистые агрегаты (от 0,1 до 1,0 мм).:94
На территории России отмечены многие месторождения, разбросанные по всей стране от Северной Карелии (включая финскую часть) до Урала, Алтая, Камчатки и Чукотки, где в разное время при микроскопических лабораторных анализах был установлен мелонит. Однако при всех случаях его проявления по количеству и размерам отдельных выделений крайне незначительны.